# Instituto Nacional del Cáncer (Uruguay)
El Instituto Nacional del Cáncer, es un instituto especializado en oncologia perteneciente a la mutualista estatal de Uruguay. Se encuentra ubicado en el barrio La Blanqueada de Montevideo

## Historia
El 7 de enero de 1913 se obtiene la autorización para transportar material radioactivo desde Europa hacia Uruguay.
En diciembre de 1913, es creado el Instituto de Radiología a cargo de la entonces Asistencia Pública Nacional quien inicia sus servicios en tratamientos radiológicos tanto para el país, como para la región. Con motivo de su inauguración Marie Curie me dedica al Instituto de Radiología de la Universidad de Montevideo una foto autografiada. Su primitiva sede estuvo ubicada en el barrio La Blanqueada, sobre la avenida 8 de Octubre. 

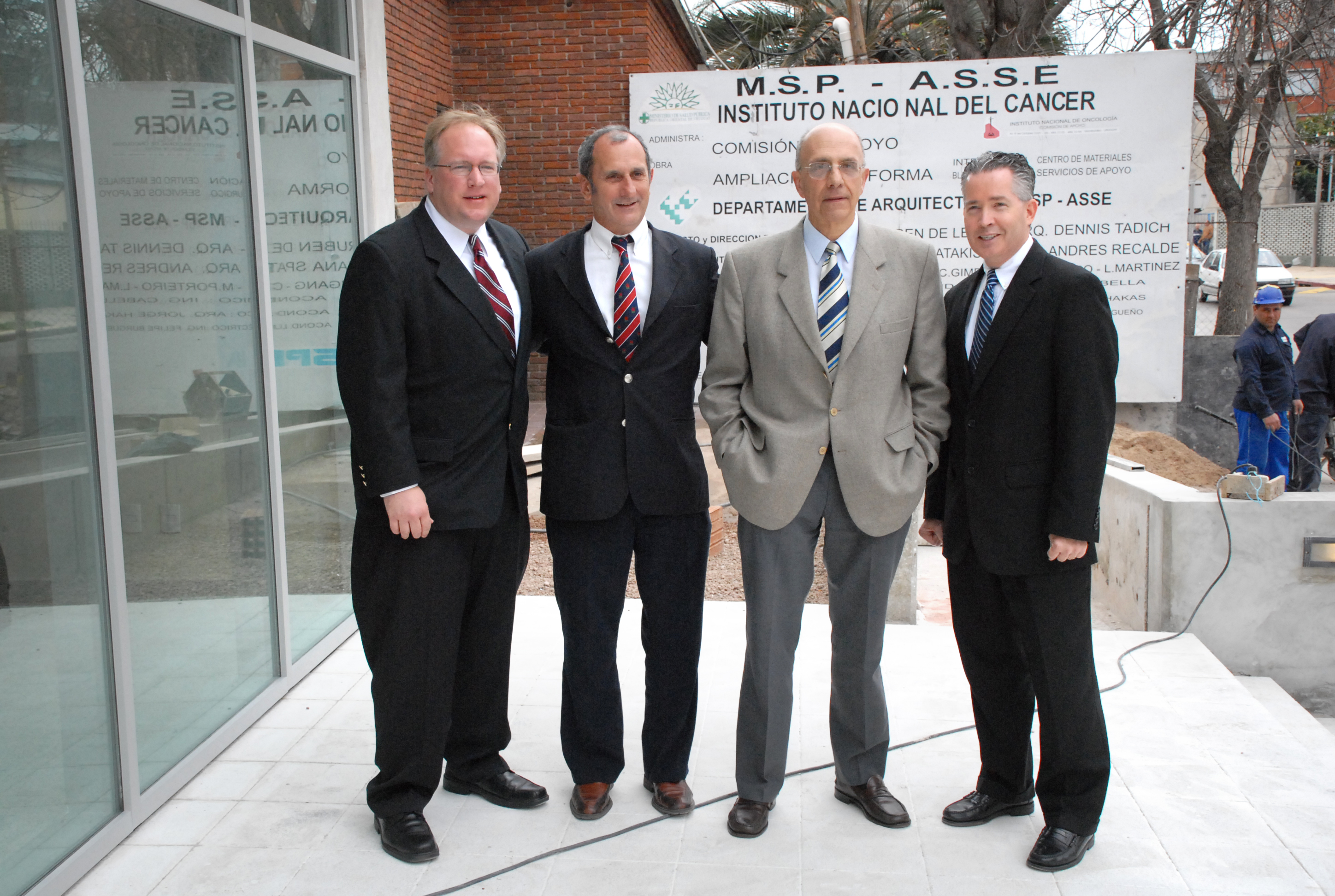
La Coalición Nacional del Cáncer de los Estados Unidos visitando el edificio en obras del Instituto Nacional del Cáncer.

En el año 2007 es construido un nuevo edificio, a los fondos de la antigua sede y sobre la calle Joanico. 
En 2009, su denominación es modificada por Instituto Nacional del Cáncer con la misión de detectar enfermedades oncológicas  en sus fases tempranas, y tratarlas con material tecnológico de avanzada, en instalaciones modernas.

## Denuncias
En diciembre de 2011, se realizaron denuncias por parte de Daniel García Podestá, encargado del servicio de radiología  del instituto en cuanto a su funcionamiento y carencia de recursos.

## Servicios
Pertenece a la Administración de los Servicios de Salud del Estado de Uruguay, cuenta con convenios con distintos organismos estatales.
Se ofrecen los siguientes servicios:
- Anatomía patológica
- Anestesiología
- Banco de citotásticos
- Cardiología
- Centro de cómputos
- Farmacia
- Informática genética
- Laboratorio de análisis clínicos
- Banco Nacional de Drogas Antitumorales
- Centro de cáncer digestivos
- Cirugía plástica
- Cuidados paliativos
- Enfermería
- Hemoterapia
- Otorrinolaringología
- Quimioterapia
- Radioterapia
- Servicio social
- Oncología médica
- Policlínica de ostomizados
- Radiología.[6]

Algunas de las  instituciones relacionadas con dicha institución son la fundación Peluffo Giguens, la Universidad de la República del Uruguay, Comisión Honoraria de Lucha contra el Cáncer, el Hospital de Clínicas, y el Hospital Maciel.